# Группа советских военных специалистов в Китае
Группа советских военных специалистов в Китае (кит. 一群在中国的苏联军事专家) — работала с начала 1920-х по конец 1960-х[уточнить] гг.

## История
Первая группа советских военных специалистов — слушателей Академии Штаба РККА была направлена в Южный Китай летом 1923 года. В дальнейшем, находясь в служебных командировках в Китае, советские военные специалисты занимались созданием и обучением китайских вооружённых сил в разные периоды китайской государственности:
Национально-революционной армии,
Новой армии,
Народно-освободительной армии.
Кроме того, советские военспецы (кит. 苏联军事专家) оказывали прямую военную помощь Китаю в отражении японской агрессии в годы Второй мировой войны, в борьбе с Гоминьданом во время второго этапа Гражданской войны в Китае и в период послевоенной напряжённости.